# Associação Nacional de Estudantes de Medicina
A Associação Nacional de Estudantes de Medicina - ANEM é uma federação portuguesa, composta por oito Associações/Núcleos de Estudantes de Medicina Portugueses, representando os cerca de 10.500 estudantes de Medicina das oito Escolas Médicas do país. A ANEM foi fundada em 1983.

## Objectivos
A ANEM tem como objetivos:
- Estabelecer um elo entre os seus membros, encorajando à cooperação entre estes;
- Emitir opinião sobre todos os assuntos relacionados com os estudantes de Medicina, contribuindo para a participação dos seus membros no debate de assuntos relacionados com a Educação Médica e Saúde;
- Sensibilizar os estudantes para as obrigações sociais, éticas e morais, assim como promover a sua formação científica;
- Participar na formação dos estudantes de Medicina, nomeadamente facilitando-lhes a realização de estágios clínicos, pré-clínicos e de investigação;
- Organizar atividades de carácter científico, cultural, recreativo e desportivo para os estudantes de Medicina;
- Programar e dinamizar atividades que garantam uma estreita cooperação e convívio entre os seus membros e os estudantes de todo o país;
- Garantir a representação nacional e internacional de todos os estudantes de Medicina das Associações/Núcleos membro.

## Órgãos

### Assembleia Geral
A Assembleia Geral é o órgão deliberativo máximo da ANEM. É constituída pela Mesa da Assembleia Geral, pelos titulares dos órgãos da ANEM e pelos delegados nomeados pela respectiva AE/Núcleo, obrigatoriamente não pertencentes a qualquer outro órgão. Reúne ordinariamente quatro vezes por ano e extraordinariamente por iniciativa do Presidente da Mesa da Assembleia ou a pedido da Direcção, do Conselho Fiscal ou de qualquer uma das AE/Núcleos.
A Mesa da Assembleia Geral é constituída pelo Presidente, Vice-Presidente e 2 Secretárias, eleitos pela Assembleia Geral e convoca e dirige os trabalhos das reuniões da Assembleia Geral, assegurando a conformidade das deliberações com os Estatutos e a lei geral.

### Direção
É constituída pelo Presidente, três Vice-Presidentes, Tesoureiro e Diretores das Áreas de Atuação da ANEM, eleitos pela Assembleia-geral. É o órgão executivo e de administração da ANEM. Reúne de forma periódica, mantendo uma comunicação permanente e assegura a representação nacional e internacional da ANEM.

### Conselho Fiscal
É constituído pelo Presidente, Vice-Presidente e três Vogais. São eleitos pela Assembleia Geral e supervisionam a generalidade da atividade social da ANEM, além da verificação da conformidade das Contas.

## Áreas

### Área de Saúde Pública
É a área da ANEM dedicada às diferentes vertentes da saúde pública, desde doenças não comunicáveis, como doenças cardiovasculares e saúde mental, a doenças infecciosas, alterações climáticas e resistências antimicrobianas. É composta pelo Grupo de Trabalho em Saúde Pública que é constituído pelo Diretor de Saúde Pública e um representante local de cada uma das 8 escolas médicas. O seu trabalho é diversificado e inclui advocacy, produção de material intelectual, webinars, rastreios cardiovasculares e sensibilização para a saúde

### Área de Saúde Sexual e Reprodutiva
A Área de Saúde Sexual e Reprodutiva desenvolve iniciativas que se focam nas temáticas inerentes aos direitos e saúde sexuais e reprodutivos da população, nomeadamente orientação sexual e identidade de género, infeções sexualmente transmissíveis, saúde materna, educação sexual e violência de género. As atividades assumem um carácter formativo com o intuito de consciencializar, sensibilizar e fomentar a literacia em saúde das pessoas. 
- Safe&Fest: em diversos festivais de Verão, a ANEM e os seus estudantes marcam presença para consciencializar e sensibilizar para a prevenção de IST, com a distribuição de preservativos e explicação da sua correta colocação e entrega de folhetos informativos.
- SCORA X-Change Portugal: subordinado à IFMSA, a ANEM desenvolve este intercâmbio unilateral de 3 semanas que tem como intuito capacitar os futuros profissionais de saúde com soft skills e conhecimento científico em direitos e saúde sexuais e reprodutivos. Neste sentido, estudantes de vários países participam nesta atividade, o que permite uma partilha multicultural e troca de experiências com contextos socioculturais completamente distintos.
- Material Intelectual: ao longo dos vários mandatos, a área tem desenvolvido diferentes guias e booklets que pretendem aumentar o conhecimento quer dos estudantes de Medicina quer da população em geral nas temáticas que a área trabalha. Para além disso, tem também desenvolvido um estudo relativamente à inclusão da profilaxia pré-exposição para o VIH no currículo médico.

### Área de Direitos Humanos e Ética Médica
A área de Direitos Humanos e Ética Médica espelha a interseccionalidade do currículo médico e a própria diversidade da ANEM como Federação. O quotidiano dos elementos da área inclui a reflexão sobre as grande crises humanitárias que atravessamos e problemas locais e globais, a coordenação de projetos de voluntariado como o VNF (Voluntariado Nacional em Férias), a divulgação de desafios bioéticos (Quiz de Bioética), a partilha de campanhas de sensibilização, a capacitação dos estudantes de medicina para conviverem com populações minoritárias e com as suas particularidades, entre outras.
Pese o caráter generalista, também se segue a especificação em temas tangentes à Saúde Pública (SP) e à Saúde Sexual e Reprodutiva (SSR), criando-se em conjunto um trio que beneficia na sua inter-relação e parcerias. Tal transversalidade é evidente seja na produção de material intelectual que contém textos similares, seja nas oportunidades de debate e de diálogo (Webinars sobre direitos da mulher em SSR, reflexão sobre os dilemas éticos do confinamento e da limitação das liberdades do cidadão como medida preventiva de SP - Talk Med To Me-COVID-19 Edition).
Neste grupo incluem-se a Direção composta por um elemento, o grupo de trabalho, usualmente constituído por 8 a 10 pessoas e qualquer indivíduo que se candidate e seja credenciado para representar a área a nível nacional ou internacional nas mais diversas delegações criadas (Por exemplo, March Meeting, August Meeting, EuRegMe). Todos os grupos mencionados são formados por estudantes de Medicina de Portugal.

### Área de Mobilidade
Representa em Portugal o Standing Committee on Professional Exchange (SCOPE) da Federação Internacional de Associações de Estudantes de Medicina (IFMSA). Tem como finalidade proporcionar mobilidade internacional a estudantes de Medicina, dando-lhes a oportunidade de realizar um estágio clínico num Serviço Hospitalar de uma especialidade Médica, com o objectivo de promover o aprofundamento dos seus conhecimentos teóricos e práticos relativamente a essa área médica.

### Área de Educação Médica
A Área de Educação Médica prima pela qualidade da formação média em Portugal e pelo seu constante contributo internacional. É da responsabilidade da Diretora de Educação Médica, que coordena o Grupo de Trabalho em Educação Médica,  composto por elementos das oito Associações ou Núcleos de Estudantes Associados da ANEM. Discerne sobre a formação pré e pós graduada, lutando pela sua adequabilidade, produz material intelectual capaz de fundamentar e sustentar as Posições da ANEM, no decurso das suas funções e causas, bem como potencia e desenvolve a comunidade estudantil por uma palavra ativa, ao mesmo tempo que se alia a importantes stakeholders da Área, capazes de elevar a imagem da Federação.

### Área de Imagem e Comunicação
A Área de Imagem e Comunicação é responsável pela produção do material gráfico da Federação. Esta é a área responsável pela gestão das redes sociais da ANEM e site da mesma (www.anem.pt). É, também, competência dos Diretores de Imagem e Comunicação, a gestão e capacitação da Comissão Organizadora de Imagem (COI), a qual é responsável pela produção de banners, imagens para merchandising e outros conteúdos para divulgação das atividades.
Os Diretores de Área zelam pelo cumprimento do Manual de Normas Gráficas, grantindo que as divulgações são realizadas adequadamente.
Em 2020, dinamizou a quarta edição da Hackathon HeartBits, uma atividade na área de MedTech.

### Área de Formação
A Área de Formação da ANEM representa a aposta da federação no desenvolvimento e capacitação dos estudantes de medicina. Esta aposta tem como objetivo principal complementar os currículos das várias escolas médicas, contribuindo para uma geração de médicos mais capazes e com uma formação mais holística.
Deste modo, através de várias iniciativas tanto da ANEM, como dos associados, os estudantes de medicina têm oportunidade de aprender e ter experiências marcantes no seu percursos, abrangendo congressos, palestras, oportunidades de intervenção na comunidade e muitas outras atividades.
- Insight Out
- SkillUp (programa nacional de educação não-formal):
- T4All (training4all): é um sub-regional training certificado pela IFMSA que tem como público-alvo estudantes de Medicina nacionais e internacionais e procura complementar o currículo dos mesmos; consiste em vários trainings com temáticas atuais, desde violência de género, emergências em saúde e ainda objetivos de desenvolvimento sustentável,  que ocorrem simultaneamente ao longo de vários dias
- EPT On Tour (Educação Para Todos On Tour):
- CNEM (Congresso Nacional de Estudantes de Medicina): é um congresso organizado pela Associação Nacional de Estudantes de Medicina (ANEM) e que pretende, através de uma abordagem transversal e multidisciplinar, complementar a formação dos estudantes de Medicina de Portugal. Todos os anos os temas são adaptados às necessidades dos estudantes, através de sessões variadas e abrangentes, de modo a alargar horizontes e a formar médicos mais completos.
- MedSCOOP:

## Glossário de siglas relacionadas

### Siglas do âmbito da própria federação
- ANEM, Associação Nacional de Estudantes de Medicina
- CEMEF, Curtos Estágios Médicos em Férias: estágios de quinze dias em julho, agosto ou setembro num hospital ou centro de saúde de norte a sul do país;
- VNF, Voluntariado Nacional em Férias: estágios de uma ou duas semanas no período de verão em instituições de solidariedade social ou de saúde mental;

### Siglas de âmbito internacional
- IFMSA, Federação Internacional de Associações de Estudantes de Medicina: associação através da qual se organizam, entre outras actividades, os intercâmbios clínicos e científicos;
- SCOPE, Standing Committee on Professional Exchange: programa de intercâmbios clínicos, com a duração de um mês numa nação estrangeira;
- SCORE, Standing Committe on Research Exhange: programa de intercâmbios científicos, com a duração de um mês numa nação estrangeira.

### Siglas do âmbito da educação médica
- A3ES, Agência de Avaliação e Acreditação do Ensino Superior: fundação instituída pelo Estado Português com a missão de proceder à avaliação e à acreditação das instituições de ensino superior e dos seus ciclos de estudos, sendo responsável pela tomada de decisão quanto à abertura de novas escolas médicas em Portugal.
- ACSS, Administração Central do Sistema de Saúde: entidade pública portuguesa tutelada pelo Ministério da Saúde que tem como objectivo administrar os recursos humanos, financeiros, instalações e equipamentos, sistemas e tecnologias da informação do Serviço Nacional de Saúde e promover a qualidade organizacional das entidades prestadoras de cuidados de saúde, bem como proceder à definição e implementação de políticas, normalização, regulamentação e planeamento em saúde, nas áreas da sua intervenção, em articulação com as administrações regionais de saúde.[3]
- ARS, Administração Regional de Saúde: entidade pública portuguesa tutelada pelo Ministério da Saúde que tem como objectivo assegurar a eficácia da prestação de cuidados de saúde à população, promovendo a racionalização das estruturas e da gestão dos recursos disponíveis.[4]
- CNIM, Conselho Nacional do Internato Médico: órgão de âmbito nacional e máximo.
- CNMI, Conselho Nacional do Médico Interno: órgão consultivo do Conselho Nacional Executivo (CNE) da Ordem dos Médicos.
- SIM, Sindicato Independente dos Médicos.
- OM, Ordem dos Médicos: entidade que regula a prática médica em Portugal.
- PNS, Prova Nacional de Seriação, mais conhecida como "exame à Ordem [dos Médicos]": prova de de escolha múltipla de âmbito nacional que visa ordenar os candidatos do concurso de ingresso nos Internatos Médicos para escolha da área profissional de especialização, versando os seguintes temas: aparelho digestivo, aparelho respiratório, cardiologia, doenças do sangue e nefrologia.[5]

## Membros
| Associação/Núcleo                                                                   | Sigla       | Sede    | Sítio   | Estudantes de Medicina |
| ----------------------------------------------------------------------------------- | ----------- | ------- | ------- | ---------------------- |
| Associação de Estudantes da Faculdade de Ciências Médicas de Lisboa                 | AEFCML      | Lisboa  | ligação | 1345                   |
| Associação de Estudantes da Faculdade de Medicina da Universidade do Porto          | AEFMUP      | Porto   | ligação | 1629                   |
| Associação de Estudantes da Faculdade de Medicina de Lisboa                         | AEFML       | Lisboa  | ligação | 2094                   |
| Associação de Estudantes do Instituto de Ciências Biomédicas Abel Salazar           | AEICBAS     | Porto   | ligação | 1066                   |
| Núcleo de Estudantes de Medicina da Associação Académica da Universidade do Algarve | NEMedAAUAlg | Faro    | ligação | 64                     |
| Núcleo de Estudantes de Medicina da Associação Académica de Coimbra                 | NEMAAC      | Coimbra | ligação | 1783                   |
| Núcleo de Estudantes de Medicina da Universidade da Beira Interior                  | MedUBI      | Covilhã | ligação | 692                    |
| Núcleo de Estudantes de Medicina da Universidade do Minho                           | NEMUM       | Braga   | ligação | 647                    |